# Anthophora vestita
Anthophora vestita är en biart som beskrevs av Smith 1854. Anthophora vestita ingår i släktet pälsbin, och familjen långtungebin. Inga underarter finns listade i Catalogue of Life.